# 自由聯盟 (丹麥)
自由聯盟（丹麥語：Liberal Alliance）是丹麥古典自由主義政黨。2007年成立之初名為新聯盟（丹麥語：Ny Alliance），是十年來第一個新成立的主要政黨。該黨目前在丹麥議會擁有3位議員。
2007年5月7日，社會自由黨成員奈瑟·卡德（Naser Khader）與安德斯·薩繆爾森（Anders Samuelsen）、保守人民黨成員基特·希伯克（Gitte Seeberg）成立新聯盟。2007年議會選舉，該黨拿下5席。2008年8月27日，該黨更名為「自由聯盟」。該黨代號也從Y改成I。

## 歷史

### 選舉提名
為了遵守丹麥的選舉法，自由聯盟必須獲得19,185名支持者的簽署，相當於議會的一個席次。每個填妥的表格必須獲得自治市民事登記處認證才可交至內政部。
選舉展開前，自由聯盟已完成提名程序，另一小型政黨中間民主黨提出讓自由聯盟候選人進入他們的提名名單。然而自由聯盟未接受此項提議。
5月12日，三位主要人物在霍森斯計畫於一天內收集2,000份簽名。 5月21日，該黨表示已有超過10,000人簽署。
該黨最終獲得21,516名支持者簽署，並在6月29日獲內政部認可。
2007年8月30日，該黨在他們的政治立場上提出詳細的黨綱。 其中包括： 延長義務就學，免費的食物與功課協助；歐洲對中東的馬歇爾計畫；提高外國援助比例至1%GDP；加強公共保健的預防、降低健康食品價格；徹底改革移民和庇護政策。

### 退黨

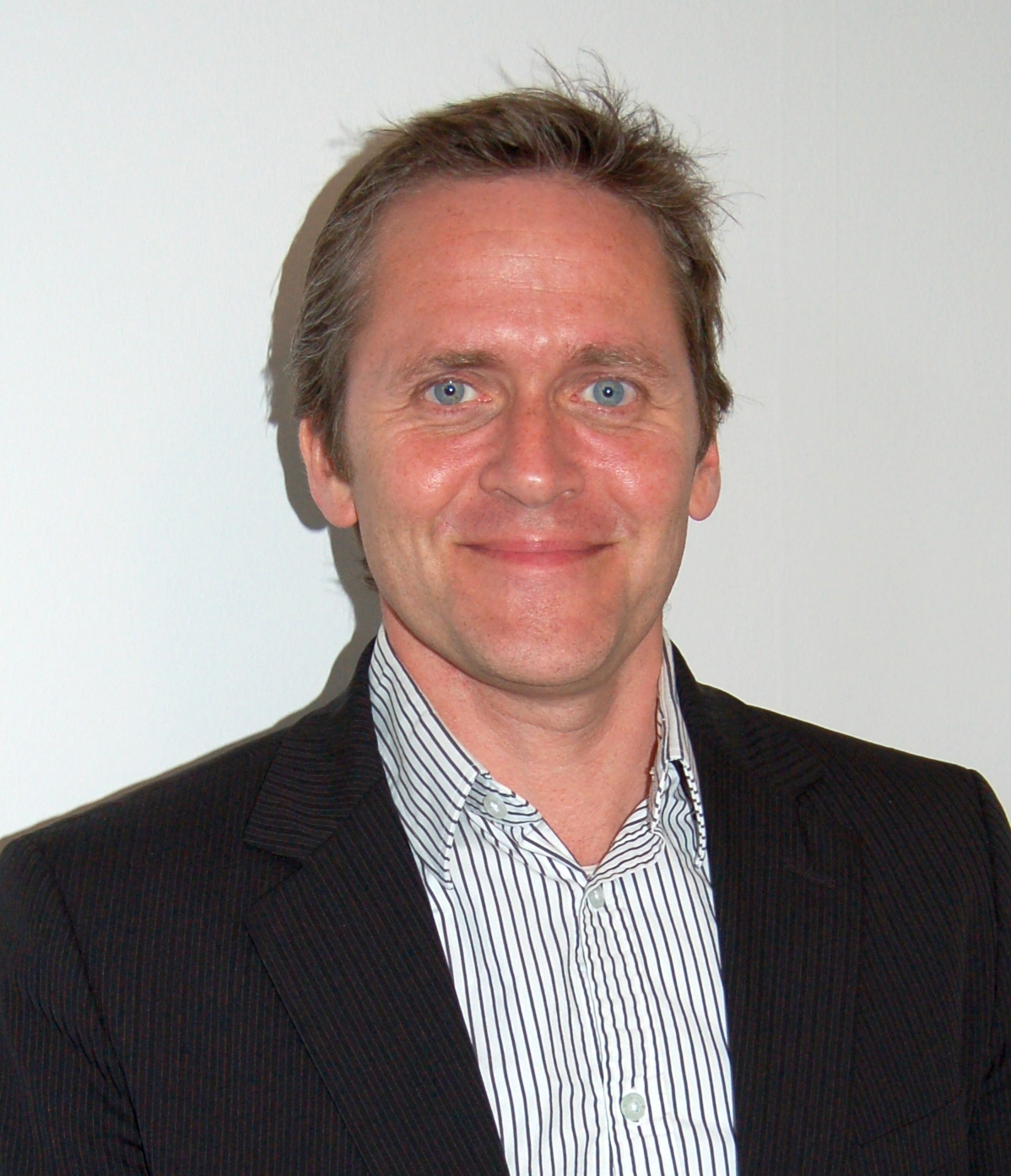
安德斯·薩繆爾森接替2009年1月退黨的奈瑟·卡德成為新任黨魁

2008年1月29日，基特·希伯克退黨抗議自由聯盟成為右派政黨，與她組成中間派政黨對抗丹麥人民黨的期望不符。 一周後，2月5日，另一位議員瑪露·阿蒙德退黨加入自由黨。 2008年6月24日，Jørgen Poulsen被排除在議會黨團之外。 2008年9月1日，該黨獲得第三個議員席次：基特成為世界自然基金會丹麥分部秘書長。她的席次將由前斯勞厄爾瑟副市長 Villum Christensen 接替。
2009年1月5日，創始成員兼黨魁奈瑟·卡德退黨，表示他不再相信自由聯盟。 安德斯·薩繆爾森計畫接任黨魁。同天，Villum Christensen 對於他在黨內的未來表示懷疑。
儘管如此，該黨在2010年至2011年的民調中支持率逐漸上升。自由聯盟將在2011年議會選舉中提名數名記者與運動員约阿希姆·奥尔森。 

## 政策
自由聯盟一開始反對社會保守主義的丹麥人民黨對執政聯盟的影響力，以及社會自由黨的左傾反對黨策略。2008年，該黨逐漸傾右，強調黨綱內的經濟自由主義部分，並更名為自由聯盟。
該黨提出廣泛的自由主義改革，包括減少所得稅至單一稅率40%的稅務改革，一個「強調民主融合的現實移民政策和人道難民政策」，親歐盟政策並加強丹麥的立場，增加國外援助比例至GDP1%，改革的公立學校和國家衛生服務。自由聯盟也支持綠色能源。
該黨反對自由黨帶領丹麥進入《歐元附加條約》（Euro Plus Pact）。
與其他左派政黨相同，自由聯盟支持同性伴侶擁有與異性伴侶相同權利。
該黨也是丹麥唯一支持核能的政黨。 2009年，該黨投票反對沒有有效減稅配合的環境恢復補助金。

### 意識形態
最初該黨視為是中間派政黨，「採納社會自由主義與社會保守主義的最佳價值」。 後者相當於英語系國家的慈悲保守主義（compassionate conservatism，不要與美國政治的右派社會保守主義混用）。
透過這兩個名詞，新聯盟將自己定位在三個創始人前政黨之間。社會自由主義是社會自由黨官方思想，而社會保守主義有時被支持福利國家的保守人民黨成員引用。
在基特·希伯克退黨後，社會保守主義部分消逝，黨名也更名為自由聯盟。然而，兩位創始人在意識形態上仍有相當大的分歧，直到安德斯·薩繆爾森成為黨魁後該黨才更為傾向古典自由主義。

### 批評
早期，該黨被指控為民粹主義或人格主义，在許多議題上沒有立場與依靠奈瑟·卡德的知名度。批評者還指出，事實上所有丹麥主要政黨都在倡導社會自由政策－至少在經濟層面上。
由丹麥工會聯合會發行的雜誌《A4 Weekly》中的一項民調指出「新聯盟的選民來自四面八方」，而支持者的態度「在多數議題上非常接近丹麥一般選民」。政論家、首相安德斯·福格·拉斯穆森前任政治化妝師 Henrik Qvortrup, 表示「這些都是丹麥先生與女士的真實意見」。分析家 Henrik Dahl 預料自由聯盟在試圖制定詳細黨綱時將遭遇困難，不可避免地無法使所有的支持者感到滿意。

## 組織

### 黨員
自由聯盟成立後24小時，已有12,000名上網登記入黨。三天後，已有16,000名成為黨員，並有8,000名黨員支付黨費。 相較之下，社會自由黨在2006年有9,500名黨員支付黨費。

## 外部連結
- （丹麦文）官方網站 （页面存档备份，存于）